# Église de la Descente-du-Saint-Esprit de Šašinci
Pour les articles homonymes, voir Église du Saint-Esprit.
L'église de la Descente-du-Saint-Esprit de Šašinci (en serbe cyrillique : Црква Сошествија Светог Духа у Шашинцима ; en serbe latin : Crkva Sošestvija Svetog Duha u Šašincima) est une église orthodoxe serbe située à Šašinci, dans la province de Voïvodine, dans le district de Syrmie et sur le territoire de la ville de Sremska Mitrovica en Serbie. Elle est inscrite sur la liste des monuments culturels de grande importance de la république de Serbie (identifiant no SK 1334).

## Présentation
Selon les archives, l'église de Šašinci a probablement été achevée en 1769. Elle présente une configuration habituelle en Voïvodine : elle est constituée d'une nef unique prolongée par une abside demi-circulaire, tandis que la façade occidentale est dominée par un clocher. Les façades sont rythmées horizontalement par une plinthe peu élevée et par une corniche courant en-dessous du toit ; verticalement, les façades latérales sont rythmées par des pilastres encadrant trois ouvertures arrondies.
L'iconostase, de style baroque, a été réalisée dans la seconde moitié du XVIIIe siècle par un sculpteur sur bois inconnu ; elle est ornée de roses, de feuilles de chêne, de feuille de vigne et de grappes de raisin. Elle a été peinte par Grigorije Jezdimirović, dans la dernière décennie du XVIIIe siècle. Les peintures ont été maladroitement retouchées au début du XXe siècle, ce qui leur a fait perdre une partie de leur valeur artistique.
L'église a été restaurée dans les années 1970 et au début des années 1980.